# Weimerskirch

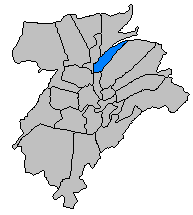
Weimerskirch, a nord-est di Lussemburgo.

Weimerskirch (in lussemburghese Weimeschkierch) è un quartiere di Lussemburgo, capitale dell'omonimo granducato.
Nel 2001 il quartiere contava 1 472 abitanti.